# Ozyptila spirembola
Ozyptila spirembola es una especie de araña cangrejo del género Ozyptila, familia Thomisidae.

## Distribución
Esta especie se encuentra en Turquía.